# Ulises Rivas
Pour les articles homonymes, voir Rivas.
Ulises Rivas, né le 25 janvier 1996 à Torreón dans l'État de Coahuila, est un footballeur mexicain. Il évolue au poste de milieu de terrain.

## Biographie
Avec les sélections de jeunes mexicaines, il remporte le championnat de la CONCACAF des moins de 17 ans en 2013, et participe au Tournoi de Toulon 2016.

## Statistiques
| Saison                | Club                  | Championnat           | Championnat | Championnat | Coupe(s) nationale(s) | Coupe(s) nationale(s) | Compétition(s) continentale(s) | Compétition(s) continentale(s) | Compétition(s) continentale(s) | Total | Total |
| Saison                | Club                  | Division              | M.          | B.          | M.                    | B.                    | Comp.                          | M.                             | B.                             | M.    | B.    |
| 2013-2014             | Santos Laguna         | Liga MX               | 0           | 0           | 0                     | 0                     | CL                             | 1                              | 0                              | 1     | 0     |
| 2014-2015             | Santos Laguna         | Liga MX               | 1           | 0           | 3                     | 0                     | -                              | 0                              | 0                              | 4     | 0     |
| 2015-2016             | Santos Laguna         | Liga MX               | 1           | 0           | 1                     | 0                     | C1                             | 1                              | 0                              | 3     | 0     |
| Total sur la carrière | Total sur la carrière | Total sur la carrière | 2           | 0           | 4                     | 0                     | -                              | 2                              | 0                              | 8     | 0     |

## Palmarès
- Vainqueur du championnat de la CONCACAF des moins de 17 ans en 2013 avec le Mexique